# Almazna
Almazna (en ucraïnès Алмазна, en rus Алмазная, Almàznaia) és una ciutat de l'óblast de Luhansk a Ucraïna, situada actualment a zona ocupada per la República Popular de Luhansk de la Rússia. Està situada a 6 quilòmetres al nord-oest de Brianka, a 7 quilòmetres al sud-oest de Kadíivka i a 65 km de Luhansk. La seva població és de 4.148 habitants (2022).
Des del 2014, Almazna està sota el control efectiu de l'autoproclamada República Popular de Luhansk.

## Economia
Les indústries dins d'Almazna inclouen la metal·lúrgia i la fabricació; una mina de carbó també es troba a prop de la ciutat. La principal empresa d'Almàzna és una fàbrica de formigó armat. La fàbrica siderúrgica OAO Almaznianski Metallurguitcheski Zavod (en rus: ОАО Алмазнянский металлургический завод), fundada el 1898, va ser tancada el 1999.